# Zatoka Spencera
Zatoka Spencera (ang. Spencer Gulf) – zatoka Oceanu Indyjskiego w Australii Południowej. 
Zatoka ma 322 km długości i 129 km szerokości w najszerszym miejscu. Zachodni brzeg zatoki stanowi Półwysep Eyrego, a wschodni – półwysep Yorke. Największymi miastami nad zatoką są Whyalla, Port Pirie i Port Augusta.
Zatoka została odkryta w 1802 r. przez Matthew Flindersa, który nadał jej nazwę po George Johnie Spencerze 2, przodku Diany Spencer, księżnej Walii. Brzegi zatoki pierwszy zbadał Edward John Eyre w 1840.